# Kunszentmárton
Kunszentmárton [kunsentmárton] je město v Maďarsku, nacházející se na jihu župy Jász-Nagykun-Szolnok ve stejnojmenném okrese. Nachází asi 32 km jižně od Szolnoku a 43 km východně od Kecskemétu. Přestože se v okrese nachází větší město Tiszaföldvár, je jeho správním městem Kunszentmárton. V roce 2018 zde žilo 8 034 obyvatel, podle údajů z roku 2001 zde žili 99 % Maďaři a 1 % Romové.
Kunszentmártonem protéká řeka Hármas-Körös. Nejbližšími městy jsou Szarvas, Szentes, Tiszaföldvár a Tiszakécske, poblíže jsou též obce Csépa, Cserkeszőlő, Nagytőke, Öcsöd a Szelevény.